# Plesiophrictus milleti
Plesiophrictus milleti é uma espécie de aranha pertencente à família Theraphosidae (tarântulas).